# Kimono

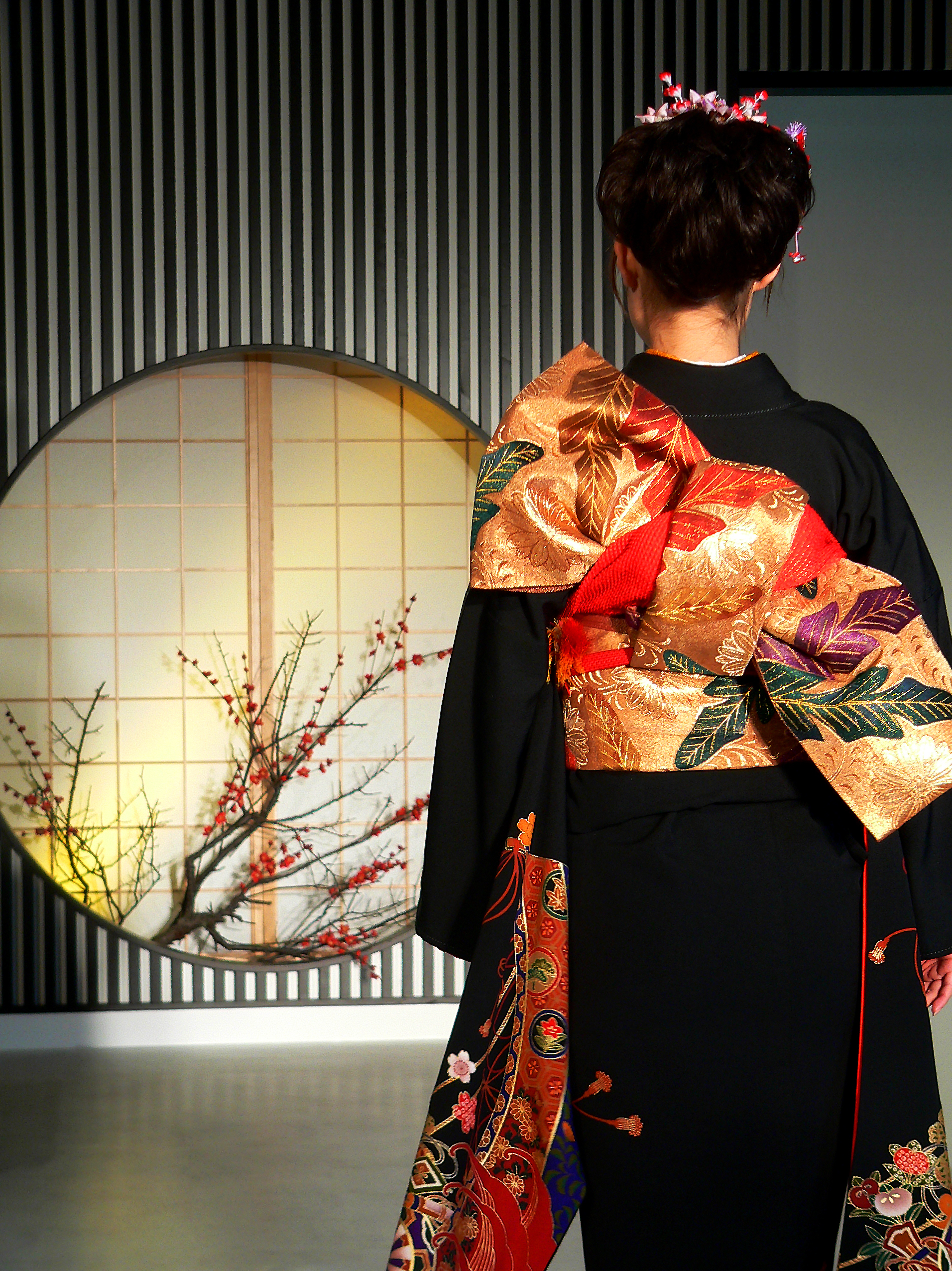
Una mujer utilizando un kimono tradicional.

El kimono o quimono (きもの/着物?) (lit., «cosa para usar» - del verbo ki ((着)), «llevar (sobre los hombros)» y el sustantivo mono ((物)), «cosa») es una prenda tradicional japonesa y el vestido nacional de Japón. El kimono es una prenda envuelta en forma de T con mangas cuadradas y de cuerpo rectangular, y se usa con el lado izquierdo envuelto sobre el derecho, a menos que el usuario haya fallecido. El kimono se usa tradicionalmente con un obi, y comúnmente se usa con accesorios como sandalias zōri y calcetines tabi.
Los kimonos llegan hasta las partes bajas del cuerpo, como la canilla con cuellos escote en "tita" y amplias mangas. Hay varios tipos de kimonos usados por hombres, mujeres y niños. El corte, el color, la tela y las decoraciones varían de acuerdo al sexo, la edad, el estado marital, la época del año y la ocasión. El kimono se viste cubriendo el cuerpo en forma envolvente como tipo regalo y sujetado con una faja ancha llamada obi.
Antiguamente, el kimono se confeccionaba con un material rústico pero a medida que Japón se fue influenciando por la cultura china y coreana, se introdujo la seda, haciendo que el kimono fuera un traje suntuoso. Actualmente, la mayoría de los japoneses utiliza ropa occidental pero acostumbran a vestirse con kimonos en ocasiones especiales como bodas, ceremonias o festivales tradicionales. Los accesorios para acompañar al kimono son los geta (chinelas de madera) o los zori (sandalias bajas hechas de algodón y cuero) y los tabi (calcetines tradicionales que separan el dedo pulgar del resto de los dedos para calzar la sandalia).
Los aficionados a los kimonos en Japón llegan incluso a tomar cursos para aprender a colocarse correctamente un kimono. Las clases abarcan la elección de acuerdo a la temporada, las tramas y figuras a elegir de acuerdo a cada ocasión, la combinación entre la ropa interior y los accesorios de un kimono, el entrenamiento para ubicar cada ropa interior enviando mensajes sutiles, y la selección y prueba del obi, entre otros temas. Existen también clubes devotos a la cultura del kimono, como el Kimono de Ginza.

## Historia

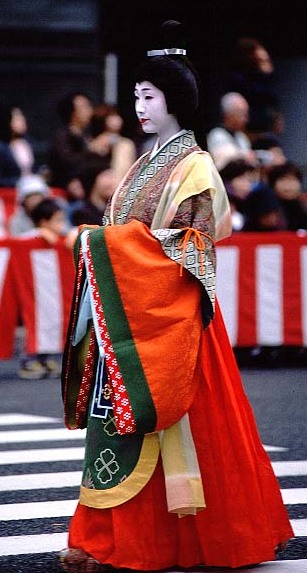
La adopción japonesa del ruqun chino durante el Periodo Nara se desarrolló hasta el actual kimono.

El nombre original del kimono era gofuku (呉服?  literalmente «ropa del Wu (呉)»), debido a que los primeros kimonos estaban fuertemente influenciados por la ropa china Han tradicional, conocida actualmente como hanfu (漢服?  kanfuku en japonés). Desde el siglo V empezó a adoptarse extensamente la cultura china por los japoneses, a través de las embajadas japonesas en China. Durante el siglo VII la moda china, y especialmente el cuello traslapado femenino, obtuvo gran popularidad en Japón. Durante el Periodo Heian (794–1192), los kimonos se volvieron muy estilizados, aunque uno llamado Mo siguió usando una mitad delantal encima. Durante el periodo Muromachi (1392-1573), un kimono de una pieza llamado Kosode, formalmente considerado como ropa interior, comenzó a llevarse sin pantalones hakama encima, y estos se usaban sujetados por un obi. Durante el periodo Edo (1603-1867), las mangas comenzaron a crecer en longitud y a usarse por solteras, y el obi se hizo más ancho, con varios estilos para sujetarlo.
Desde entonces, la forma básica del kimono femenino y masculino ha permanecido esencialmente sin cambios. Los kimonos hechos con técnicas tradicionales y finos materiales son considerados como grandes obras de arte.
El kimono formal fue reemplazado por ropa europea y el yukata (es solo para hombres), para el uso diario.
Después de un edicto del emperador Meiji, la policía, los ferroviarios y maestros usaron ropa europea. La ropa europea se volvió el uniforme de la armada y las escuelas para varones.
Después del gran terremoto de Kantō, los portadores de Kimonos fueron comúnmente víctimas de robos. La Asociación de fabricantes de ropa para mujeres y niños de Tokio (東京婦人子供服組合) promovió el uso de ropa europea.
Entre 1920 y 1930 la indumentaria de marinero sustituyó al hakama de una pieza, como uniforme escolar para niñas.
Se dice que el incendio de 1932 de la tienda Nihonbashi en Shirokiya fue el catalizador para el declive de los kimonos como ropa de uso diario (aunque se sugiere que esto es un mito urbano).
El uniforme nacional Gokumin-fuku (que era una variación de ropa europea) fue asignado por mandato para hombres en 1940.
Actualmente las personas suelen llevar ropa de origen europeo, y el yukata en ocasiones especiales.
Desde la era Meiji, la ropa japonesa se ha dividido principalmente en ropa moderna "occidental" y "kimono". El kimono fue influenciado por primera vez por el antiguo reino Wu debido a los intercambios culturales entre Tang y Japón, especialmente el período Kofun (dinastía Jin y dinastías del sur y del norte) en la historia japonesa. En el período Nara de Japón, es decir, la Alta Dinastía Tang, Japón envió un gran número de enviados Tang a la dinastía Tang para aprender la cultura y el arte de la dinastía Tang, y el sistema legal, incluido el sistema de ropa. El emperador también imitó el sistema Tang y emitió el "Premio de Ropa", que imitaba el sistema de vestimenta imperial de la dinastía Tang y lo usaba para ceremonias de entronización, ceremonias de corona, bodas y otras ceremonias, hasta que la Restauración Meiji fue parcialmente abolida. A mediados y finales del período Edo, el shogunato Tokugawa abogó por el confucianismo y lanzó el movimiento Tenho "Costume Gorehir" para revivir los asuntos públicos. Como se indica en los "Fundamentos de los trajes" del período Edo en Japón

## Tipos de kimono

### Kimonos femeninos

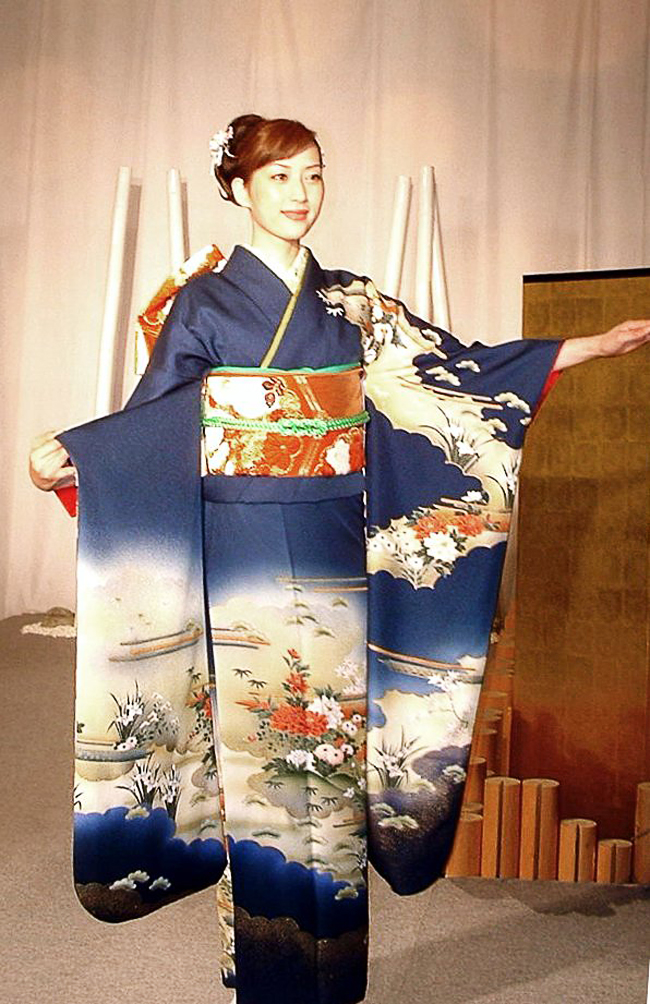
Furisode.

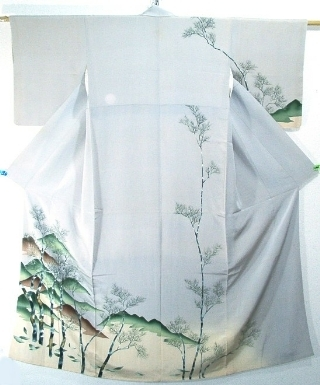
Hōmongi.

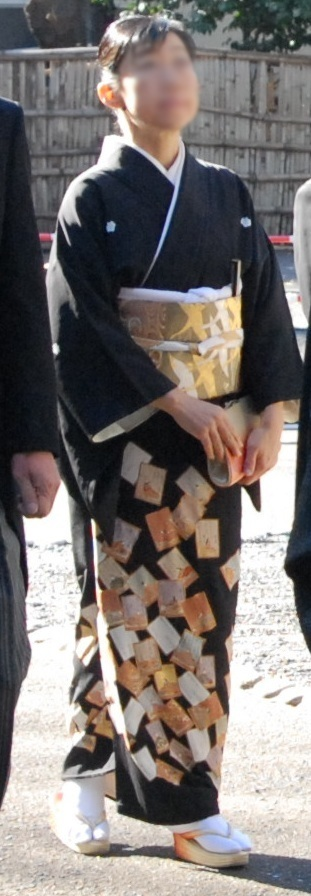
Kurotomesode.

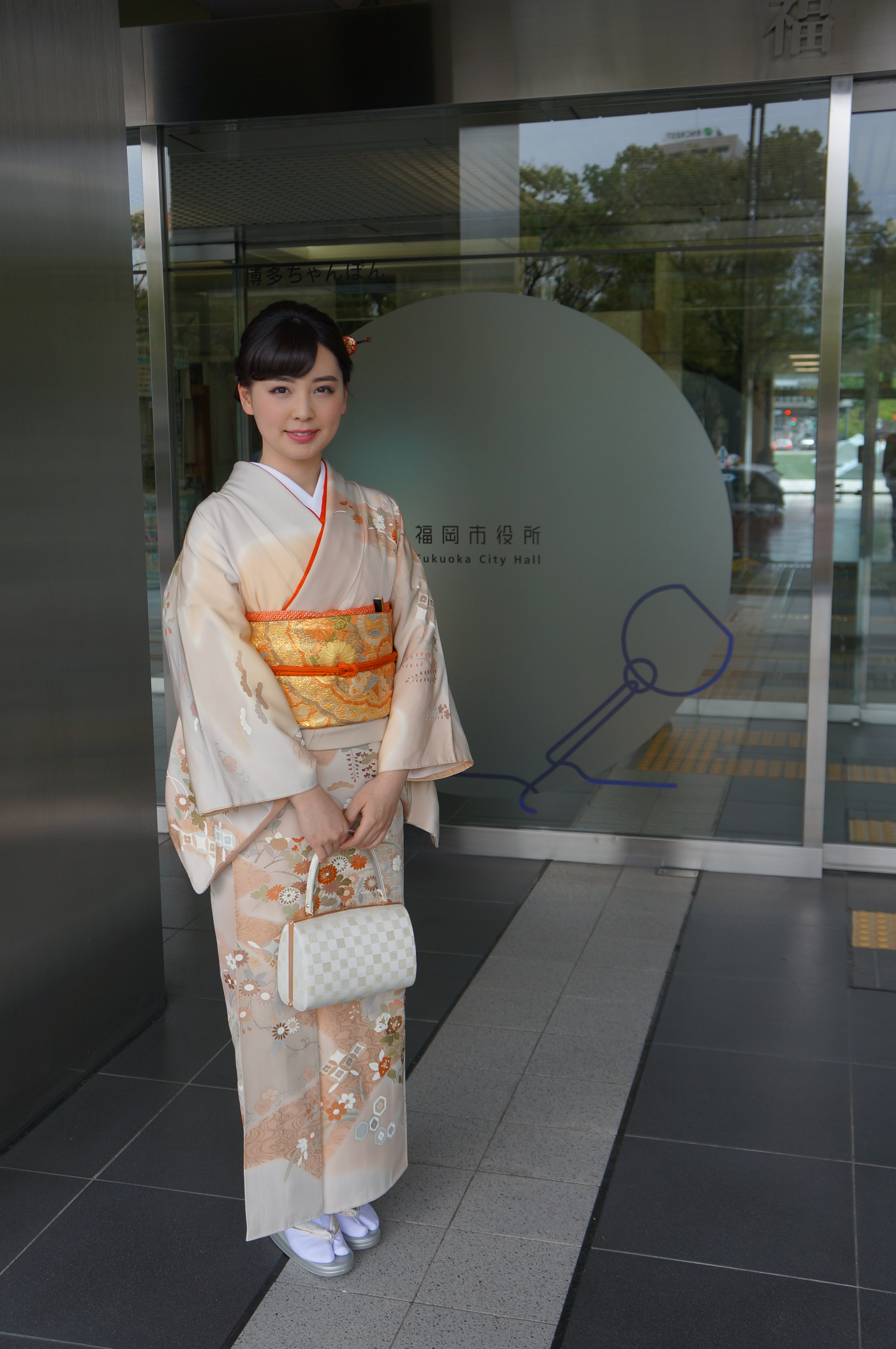

- Uchikake: El uchikake es una parte del traje nupcial. Es un kimono de mangas largas ricamente adornado con bordados de colores muy brillantes y con motivos generalmente de grullas, pinos, agua que fluye y flores. Está confeccionado con la mejor seda, y la parte inferior está rellenada para darle más volumen. Se usa encima del shiromuku como una capa y sin obi.

- Shiromuku: Se usa el término shiromuku para referirse al uchikake totalmente blanco. Significa de forma literal “blanco puro”. Originariamente lo llevaban las mujeres de la nobleza para las ocasiones formales, pero ahora representa un componente esencial en el traje nupcial japonés.

- Kakeshita: El kakeshita es un furisode de un solo color. Al igual que el uchikake, posee un dobladillo acolchado. Usos: durante la ceremonia.

- Shitagasane: Otra capa de kimono que se usa debajo del kakeshita y es un poco más corto que los otros. Usos: ceremonia nupcial y recepción de la ceremonia.

- Hikifurisode o hanayome: Es un furisode de boda usado por la novia después de la ceremonia. Tiene mangas largas y motivos de brillantes colores por todo el kimono. Usos: después de la ceremonia nupcial (banquete, etc.).

- Mofuku: Mofuku es el kimono japonés tradicional que se usa cuando se expresa tristeza, por ejemplo, en los entierros u Hōji (servicio conmemorativo budista). Lo usan mujeres de cualquier estado civil. Es totalmente negro sin ningún tipo de ornamentación, a excepción del escudo familiar (el mofuku lleva cinco escudos). Usos: entierro o servicio conmemorativo budista.

- Furisode: El furisode es el kimono más formal que usan las mujeres jóvenes, en concreto las solteras. Se caracteriza por unos motivos muy coloridos y exuberantes y de largas mangas, que generalmente llegan hasta los tobillos. Estas característicos son para atraer a los posibles pretendientes. Usos: Ceremonias nupciales (solo para mujeres jóvenes y solteras), para la primera ceremonia del té del año, graduación del instituto, etc.[3]

- Kurotomesode: El kurotomesode es el kimono más formal para las mujeres casadas o comprometidas.[cita requerida] El patrón de estos kimonos se rige por reglas más conservadoras. Por ello, los colores son más sobrios y las mangas más cortas (entre 55 y 70 centímetros). Es de color negro de fondo y tiene magníficos motivos en la parte inferior colocados de forma asimétrica, con la parte más importante concentrada en la izquierda. Cuanto más edad tiene la mujer, el motivo es más pequeño y se coloca más hacia la parte inferior. En el caso de una mujer más joven mayor es el motivo y más brillantes son los colores que lo componen. Es el más formal y por ello tiene cinco escudos (mon o kamon) estampados, cuatro en la parte superior de las mangas y uno en la espalda. Los accesorios que emparejan han de ser siempre de color dorado o argentado. Usos: ceremonia nupcial y recepción de la ceremonia. Tan solo lo pueden usar las parientes más cercanas a los esposos (madres y hermanas casadas). El resto de las invitadas casadas, según la etiqueta, llevarían un irotomesode con cinco mon.

- Irotomesode: Este tipo posee un color de fondo, y al igual que el kurotomesode, los motivos se encuentran en la parte inferior. En Japón el irotomesode puede ser llevado también por mujeres solteras. Según el número de mon (escudos), se decide la formalidad del kimono. Puede tener cinco, tres, uno o ningún escudos. Se puede sustituir el irotomesode por un hōmongi en una ceremonia formal. Un irotomesode con un escudo es más formal que llevar un hōmongi. En el caso de una ceremonia nupcial, las invitadas que llevarían este kimono estarían casadas pero sin ser familia directa de los novios (madres y hermanas). Por lo tanto, tanto amigas y otras parientes deberían vestirlo en tal ocasión. Conjuntándolo con obi y zouri plateados o dorados, tal y como corresponde según la etiqueta. Usos: Ceremonia nupcial y ceremonia formal.

- Hōmongi: Houmongi literalmente significa kimono de visita y lo pueden llevar tanto mujeres solteras como casadas en ocasiones semiformales (visitas o fiestas). Puede ser de cualquier color y los patrones asimétricos están teñidos alrededor del cuerpo sin romperse por las costuras. Es menos formal que los anteriores y normalmente difiere el material exterior con el del interior (forro). El largo de las mangas varía según el estado civil.

- Iromuji: Su característica principal es la de un único color. Puede incorporar motivos del mismo tono (como se puede apreciar en el detalle). Es posible usarlo en ocasiones semiinformales y es ideal para la ceremonia del té. Al incorporar un escudo en la parte posterior de la espalda, se convierte en una vestimenta más formal. Una pieza que se puede usar sin importar la edad o el estado civil. Está confeccionado con seda crepe o tsumugi.

- Tsukesage: no llevan ningún escudo. Son de uso semiinformal. Los bordados, tintes y tejidos vienen desde el hombro en la mano izquierda, así como en la mano derecha y al posterior.

- Komon: El komon es un kimono para uso diario, por lo tanto es el más informal. Los delicados pequeños patrones se distribuyen regularmente decorando la tela, que se tiñe usando plantillas. Usos: para salir a comprar, una comida informal, a diario, etc.

- - Edo Komon: Edo-komon es un tipo de komon caracterizado por pequeños puntos dispuestos formando motivos más grandes. Es el único komon que puede llevar escudos. Al mirar de lejos un kimono de este tipo, parecerá que es de un color sólido, por ello equivale en cuanto a formalidad a un iromuji y se puede usar en las mismas ocasiones. Esta técnica se originó y difundió durante el periodo Edo, cuando la clase samurái era la dominante (sin escudo, mon) ceremonia del té (tiene la misma formalidad que un iromuji).

- Yukata: es un kimono hecho de algodón, que a su vez se divide en dos tipos: uno más elaborado, que se emplea para festivales y fiestas típicas, y uno más sencillo (llamado nemaki), el cual se ponían los japoneses para dormir.

### Kimonos masculinos
Para los hombres hay kimonos con diversos estilos y características. A diferencia de los kimonos femeninos, su indumentaria es bastante simple.
Las mangas del kimono masculino están unidas al cuerpo, solo por unos centímetros independientes en la parte inferior. Las mangas masculinas son menos largas que las femeninas para acomodar el obi alrededor de la cintura bajo ellas. Los kimonos masculinos consisten tradicionalmente en cinco piezas:
- El kimono masculino típico es subdividido, y de colores oscuros: negros, azules oscuros, verdes, y cafés son comunes. Las telas son usualmente mate. Algunos tienen un patrón sutil.

- Los kimonos más casuales son comúnmente de telas con textura, pueden ser de colores levemente más brillantes como: morados claros, verdes y azules.

- Los kimonos de los luchadores de sumo han sido ocasionalmente conocidos por ser de colores más brillantes, como el fucsia.

- El estilo de kimono más formal es de seda negra lisa con cinco kamons en el pecho, hombros y espalda. Ligeramente menos formal es el kimono de tres kamons. Estos son usualmente acompañados con interiores y accesorios blancos.

- Durante el verano, se estila un kimono mucho más fácil de llevar, ligero e informal de algodón, conocido como yukata. En algunas ocasiones también se puede combinar el yukata con una chaqueta colocada encima. Esta chaqueta es muy práctica ya que algunas llevan un bolsillo en la parte interior para guardar cosas y unas pequeñas cuerdecitas para atar la chaqueta.

La principal distinción entre los kimonos masculinos es la tela de la que están hechos.
- El Hakama es un pantalón holgado que a veces se usa en artes marciales y posee hasta siete pliegues, cada uno representa las virtudes del guerrero tradicional, (tradicionalmente hasta las rodillas) que se coloca encima del kimono. Usado por hombres y mujeres.

## Conservación

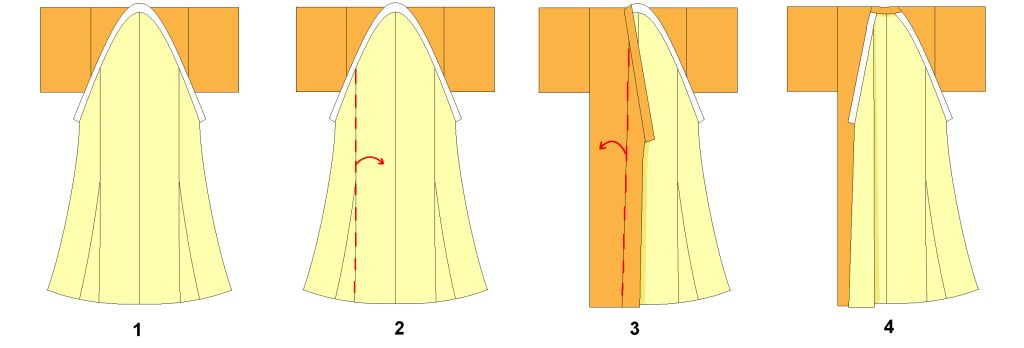

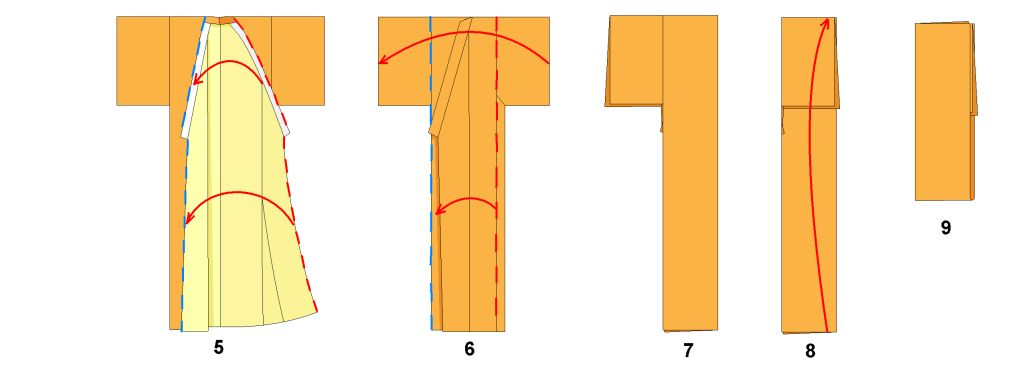
Pasos para el doblado de un kimono.

En el pasado era común que un kimono tuviera un proceso completo aparte para ser lavado, y vuelto a coser para ser usado, porque las puntadas deben ser sacadas para el lavado. Tradicionalmente los kimonos deben ser cosidos a mano.
Este proceso tradicional de lavado se llama arai hari, y es muy costoso y difícil, por lo que es una de las causas del declive de la popularidad de los kimonos. La telas modernas y los métodos de limpieza desarrollados eliminan este proceso, aunque el lavado tradicional de kimonos aún es practicado, especialmente en los kimonos de mayor valor.
En la actualidad, se pueden encontrar kimonos hechos en seda, de algodón, lana o de materiales sintéticos. Según el tipo de tela de kimono, el cuidado de la prenda será distinto. Por ejemplo, los kimonos de algodón y los sintéticos son los más sencillos de lavar, ya que se pueden lavar a mano o en la lavadora, utilizando programas cortos. Es importante no mezclar la prenda con otras, no utilizar secadora ni tampoco seleccionar temperaturas de lavado elevadas. Si se lavan a mano, también se recomienda no frotar en exceso la prenda. En el caso del kimono de lana se puede llevar a la tintorería. En el caso de querer planchar el kimono, hay que evitar el contacto directo con la plancha, utilizando un paño o tela. 
Nuevos kimonos hechos por encargo son enviados al consumidor con largas puntadas de rociada flojas, alrededor de los bordes exteriores. Estas puntadas son llamadas shitsuke ito, algunas veces son remplazadas por puntadas de almacenaje. Ayudan a prever su amontonamiento, plegamiento y arrugado; y mantienen las capas del kimono alineadas.
Como muchas otras prendas tradicionales japonesas, los kimonos tienen maneras específicas para ser guardados. Estos métodos ayudan a preservarlos y evitan que se arruguen cuando están almacenados. Los kimonos son comúnmente almacenados envueltos en un papel llamado tatōshi.
Los kimonos deben ser puestos a airearse, al menos, estacionalmente, y antes y después de ser usados. Algunas personas prefieren lavar en tintorerías sus kimonos, aunque esto puede ser extremadamente costoso, es en general más barato que lavarlos por el arai hari, además de que no es posible este último método en algunas telas o teñidos.